# Paramacatoi
Paramacatoi é uma comunidade ameríndia  da região Potaro-Siparuni da Guiana, localizada na Serra de Pacaraima . Com altitude de 970 metros, são 18 quilómetros a leste de Kurukabaru .

## História
Paramacatoi faz parte das terras tradicionais dos povos indígenas Patamona .
O nome da aldeia vem do nome do riacho próximo, que é cercado por plantas Palamaca, e "toi" significa savana na língua Patamona . "Palamacatoi" tornou-se "Paramacatoi" quando os missionários chegaram à área.

## Descrição
Paramacatoi funciona como um centro regional para a área de influência . É a maior e mais desenvolvida das comunidades ameríndias da região, e abriga as tribos Patamona, Macuxi e Uapixana .
Possui escola secundária e participa do programa Hinterland Employment Youth Service (HEYS) desde 2016.
A aldeia possui uma fábrica de processamento de produtos de tomate seco ao sol .
Em 2019, Paramakatoi organizou um debate realizado na língua Patamona, em comemoração ao Ano Internacional das Línguas Indígenas .

## Transporte
Paramacatoi é servida pelo Aeroporto de Paramacatoi .